# Ingeborg i Mjärhult
Ingeborg i Mjärhult (Ingeborg Danielsdotter), född 1665, död 1749, var en på sin tid mycket välkänd svensk naturläkare och filosof. Enligt Linné kom människor från hela Sverige för att söka hennes hjälp.

## Biografi och verksamhet
Ingeborg var verksam som en så kallad klok gumma i Mjärhult, Virestads socken i Kronobergs län. Hon bedrev sjukvård, och hade också en religiös tro som hängde samman med denna och som hon också uttalade sig om. Hennes religiösa teorier gick ut på att folklorens naturväsen, som älvor, tomtar och Näcken, i själva verket var Lucifers fallna änglar. Hon ansåg att människan bestod av två väsen, den jordiska (egentliga) människan, och en underjordisk avbild som färdades under jorden med fötterna mot sin avbild ovanför, och att sjukdom orsakades då denna människa under jorden hade träffat på något av Lucifers väsen. Hon sades kunna säga vilken sjukdom en patient led av bara genom att undersöka till exempel en strumpa från personen. Hon brukade då råda personen att be om ursäkt och offra mjölk till väsendet vid en av henne angiven sten eller dylikt.
Carl von Linné sade 1741 om henne och hennes verksamhet att hon var: 
"sökt öfver hela landet och hade större namn om sig uti medicinen än mången doktor, som läst och praktiserat i all sin dag. Hennes theori och praktik voro följande: Hon trodde att Lucifers anhang blifvit nedstörtadt från himmelen på jorden, der några fått sitt boställe i vattnet och kallas näcker, under hus med namn af tomtegubbar, i rör och under trän såsom elfvor, i skogar såsom skogsnufvor och rå. Hon trodde att hvarje menniska hade sin hamn, som följer henne såsom skuggan följer kroppen, och att denna hamn gick perpendikulärt ned i jorden, såsom menniskan går ofvan jorden, hvarvid hamnen stadigt vände sina fötter emot sin menniskas fötter, till hvilken tro hon blifvit föranledd deraf att djur, skogar och berg, som finnas bredvid en stilla och klar sjö, spegla sig i vattnet. Hon trodde, att menniskan och hennes hamn voro så förenade, att när den öfverjordiska menniskan led, så led ock den underjordiska, och tvärtom, när den underjordiska menniskan blef skadad, deltog äfven den öfverjordiska deri. Hon trodde äfven att när menniskorna gingo och deras antipoder råkade gå öfver någon vätts, elfs, rås eller något dylikt spökes hemvist i jorden, skulle den underjordiska menniskan blifva skadad och den öfverjordiska följaktligen lida deraf."
Om hennes medicinska kunskap sade han: 
"ty när någon var sjuk, behöfdes icke patienten ses af henne, ej heller behöfde hon fråga efter dess konstitution, temperament, puls, symptomer eller förda diet, utan var henne nog att hon fick se en strumpa, ett strumpeband, ett lintyg eller något kläde, som patienten burit, hvaraf hon kunde sluta om sjukdomens eller passionens orsak och kur. Hennes pathologie eller omdöme var merändels, att patienten sofvit på något ställe, eller tagit af något träd, som varit helgadt af någon ande, eller att patienten fått sjukdomen af luften, vattnet, elden eller jorden, o. s. v. Hennes kurer voro: patienten skulle gå ut tre morgnar tigande och fastande eller tre thorsdagsqvällar, mest norr ut, eller till något träd eller rör, bedja om ursäkt eller offra någon mjölk eller dylikt."
Ingeborg i Mjärhult iakttog alla svenska kyrkans yttre kännetecken i enlighet med gällande lag. Hon trakasserades vid flera tillfällen av kyrkan, kronobetjänter och domare, men försvarade sig alltid med att hon aldrig gjorde något ont, och hon åtnjöt också stort stöd och popularitet bland allmänheten.